# 中原特鋼
中原特鋼股份有限公司，（深交所：002423），中國兵器裝備集團旗下公司，位於中国河南省濟源市，是在2004年成立，現任董事長為李宗樵，總經理為王志林。
主要業務从事工业专用装备及大型特殊钢精锻件的研发、生产、销售和服务，熔炼、锻造、热处理到机械加工完整生产线的大型锻件生产企业。主要服务于石油、电力、船舶、冶金、机械等重大装备制造业。主要产品包括石油钻具、限动芯棒、铸管模等工业专用装备，以及冶金轧辊、模具钢、定制精锻件等大型特殊钢精锻件。
其股份自2010年6月3日在深圳證券交易所中小板上市。

## 外部連結
- 中原特鋼股份有限公司